# Michał Trubecki
Michał Dymitrowic Trubecki (zm. na początku XV wieku) – książę trubecki, syn księcia druckiego Dymitra Starszego Olgierdowica i księżniczki Anny Iwanowny Druckiej (urodzony po 1327 r.).

## Życiorys
W źródłach Michał Trubecki pojawia się jako protoplasta rodu książąt Trubeckich. Z nieznanej bliżej małżonki pozostawił dwóch synów: Siemiona i Jurija. Na temat losów Michała nie zachowały się żadne przekazy źródłowe. Najprawdopodobniej uczestniczył w bitwie nad rzeką Worsklą 12 lub 16 sierpnia 1399, w której zginął jego ojciec i brat Iwan Kindir. Michał zapewne przeżył bitwę, gdyż nie jest wymieniany wśród poległych. Zmarł prawdopodobnie na początku XV wieku.

## Drzewo genealogiczne
| 4. Olgierd Giedyminowicz (zm. 1377) |  |                                          |  |  |                    |
|                                     |  | 2. Dymitr Starszy Olgierdowic (zm. 1399) |  |  |                    |
| 5. Anna (zm. przed 1350)            |  |                                          |  |  |                    |
|                                     |  |                                          |  |  | 1. Michał Trubecki |
| 6. NN                               |  |                                          |  |  |                    |
|                                     |  | 3. NN (Anna?)                            |  |  |                    |
| 7. NN                               |  |                                          |  |  |                    |
|                                     |  |                                          |  |  |                    |